# ایلیا، بلاروس
ایلیا (به لاتین: Ilya) یک منطقهٔ مسکونی در بلاروس است که در منطقه مینسک واقع شده‌است. ایلیا ۱٬۴۵۸ نفر جمعیت دارد.